# 吉大港市
吉大港（羅馬化：Côṭṭôgrām [ˈtʃɔʈːoɡram]）是孟加拉国第二大城市以及第一大港，吉大港区的首府，人口5,658,560人（2020年），且仍然持續增长，臨孟加拉灣，位在戈尔诺普利河右岸。吉大港是孟加拉的重要交通樞鈕和工業中心，工业有炼油、造船、钢铁、纺织、玻璃及食品加工等，而其拆船回收業格外出名，該拆船廠區供應了本國75%金屬來源。它位于孟加拉国的东南部，周围被丘陵环绕。吉大港山区位于附近。
《瀛涯胜览》作浙地港，《顺风相送》作擦地港，《海录》作彻第缸
吉大港最重要的港口，孟加拉国几乎所有进出口通过吉大港，因此它是孟加拉国的经济中心，生产该国相当大比例的国民生产总值。它的港口大量使用先进的港口设施，部分适合远洋轮。

## 历史
从古开始吉大港就已经是海港。从9世纪开始阿拉伯人就已经开始与吉大港通商了。在六世纪和七世纪里它属于阿拉干国。在穆斯林统治前它不是属于阿拉干国就是属于缅甸王国。1340年索拉岗的苏丹征服了吉大港。1538年阿拉干国再次占领吉大港。此后这个地区被葡萄牙和海盗控制。1666年莫卧儿帝国驱逐葡萄牙人。1824年缅甸军队占领吉大港。
1930年4月18日革命者抢劫吉大港的军库。1971年孟加拉国的独立是在吉大港宣布的。
伊本·白图泰在他的旅游中经过吉大港。

## 地理和气候
吉大港位于22°22′0″N 91°48′0″E / 22.36667°N 91.80000°E，戈尔诺普利河畔，总面积157平方公里。整个市区蔓延在周边的丘陵地带上，一直延伸到印度。吉大港没有天然湖泊，但是有一些人工湖。

## 行政管理
吉大港是吉大港区的首府。其区长是当地最高的政府长官。他有三名副区长。市区分数个市区。

## 居民和文化
吉大港的居民来自许多不同的民族和文化，当地的孟加拉人和藏緬語族人深深受阿拉伯人、阿富汗人和莫卧儿商人和移民的影响。这些人在吉大港附近已经定居数百年了。许多藏缅语族的部落受到孟加拉人的影响，也居住在这里。葡萄牙殖民者的后裔也依然生活在吉大港，他们是罗马天主教信徒，他们住在老葡萄牙区。这里也是印度佛教最后据点。
孟加拉国多座最有名的大学位于吉大港，包括吉大港工程技术大学、国际伊斯兰大学和吉大港大学等。
2006年诺贝尔和平奖的得主、小额贷款的先驱、孟加拉乡村银行的建立人穆罕默德·尤纳斯出生在吉大港。

## 经济和发展
港口出口主要有衣物、纺织品、速冻食品、亚麻和亚麻制品、皮革和皮革制品、茶以及化工产品。从内地来的船只主要贸易棉花、米、香料、糖和烟草。从1969年开始这里也从事拆船业，这个行业主要集中在离吉大港西北约20千米的一个16千米长的海岸线上。由于环境标准很差，拆船业为工人带来了非常不安全的工作环境，并释放出危险的或者有毒的物质如石棉和多氯聯苯。吉大港的工业从小工业到重工业全部都有。其中包括汽车制造、炼油、制药、化工、出口处理和炼钢等。
孟加拉国政府长期忽略吉大港，直到21世纪初其出口量增长到80.2亿美元。孟加拉国80%的进出口是由吉大港办理的。它的战略性地理位置吸引了许多投资者。许多重要商业公司在这里定居。

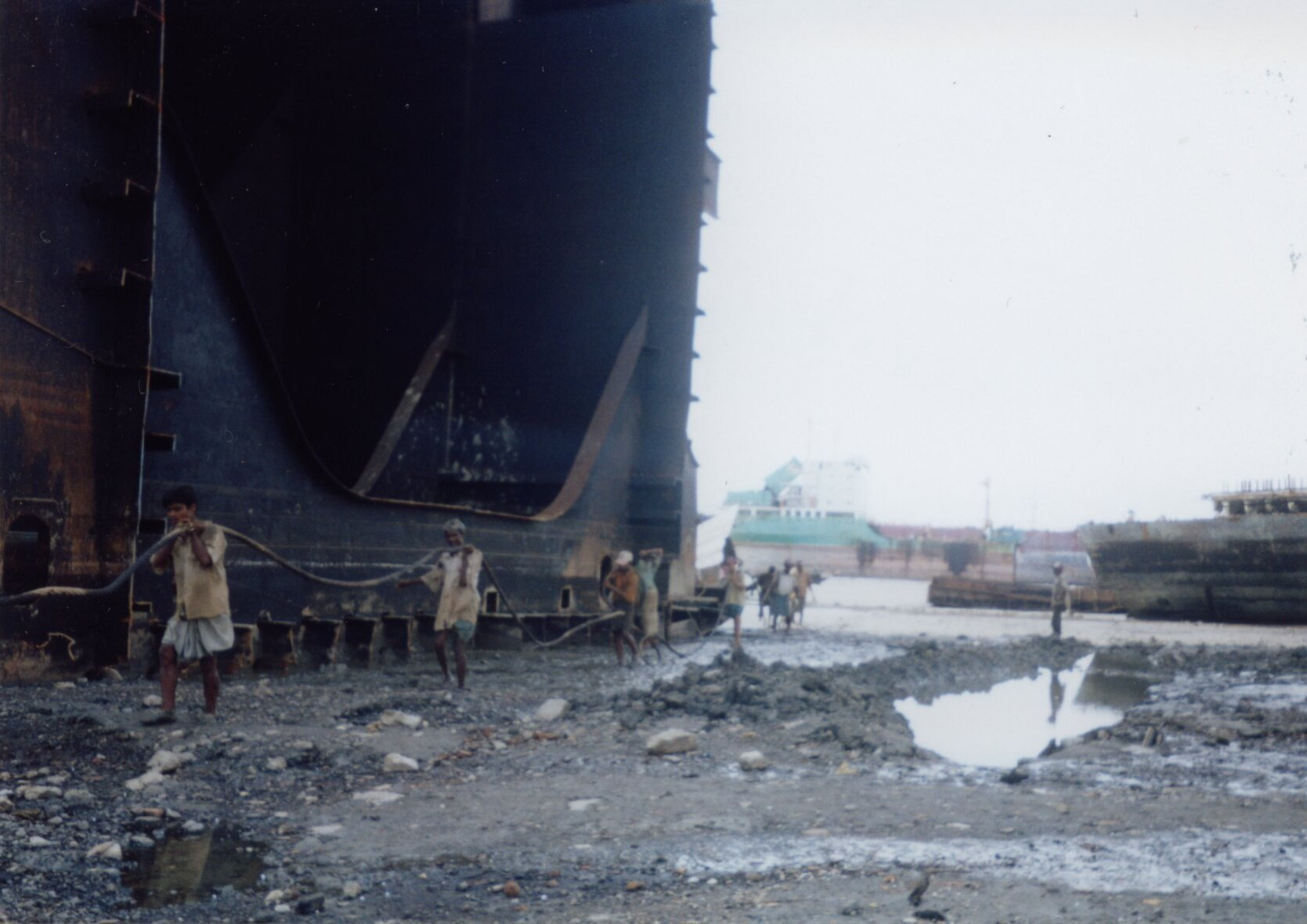
吉大港附近的拆船业

滙豐和渣打銀行等公司在吉大港有办公室。许多投资使得吉大港的建筑业飞涨。目前正在建造的有吉大港世贸中心等。
根据的数据吉大港2005年的生产总值为160亿美元，年增长率为6.3%。估计2020年吉大港的生产总值可达390亿美元。

## 教育
孟加拉国两座最著名的公费大学均位于吉大港。此外孟加拉国最大的大学，1966年设立的吉大港大学，也位于这里。大学校园离市区比较远，在市区以北22千米处。从早上七点钟到晚上八点钟有免费公车为学生提供两处之间的交通。此外还有为工作人员服务的公车。1966年建校时学校只有四个系，今天有八个系，35个部门，三个研究所和三个研究中心。大学的医学系下有三座医学院，兽医系下有一座兽医学院。近年来兽医学院被独立为一座自己的大学。因此系的数目降低到七个。目前总的学生数为1.5万多。
另一座公费大学是吉大港工程技术大学，1968年建校。它有约2100名学生和八个学术部门。其重点在于理论、应用和跨学科的科学和技术教育。此外该大学还从事由当地工业和国家或者国际组织资助的研究工作。该大学的校园里吉大港市中心约25千米。
吉大港政府兽医学院被扩建为吉大港兽医与动物科学大学。它由一个系和约300名学生组成。学业包括理论、实地实践和技术教育。它是孟加拉国第一个这个类型的大学。
吉大港有公费、宗派和独立学校。公费学校包括预科学校、小学、中学和特殊学校，受教育部和教育委员会管理。

## 交通
吉大港的交通类似孟加拉国首都达卡。市内有不同的公车系统、出租车和出租机器三轮车。此外人力车也很普及。
吉大港有一座孟加拉国铁路东段的窄軌车站。孟加拉国铁路的总部在这里。从这里有列车去往孟加拉国其它大城市。
吉大港的国际机场是孟加拉国第二繁忙的机场，它有去往杜拜、加尔各答、仰光、马斯喀特和曼谷的班机。飞往该机场的大航空公司有孟加拉国航空、泰國國際航空等。

## 吉大港语
吉大港的当地人说吉大港语（চাটগাঁইয়া）属于印欧语系中的印度-雅利安语支。许多人认为它是孟加拉语的一个方言，但是只会说孟加拉语的人很难听懂吉大港语。相同的只会说吉大港语的人听不懂孟加拉语。对于语言学家来说一般这是区分两种语言的标志。不过在吉大港语和孟加拉语之间有许过渡性的方言。约有1400万人说吉大港语。